# مقاطعة إلفوف
مقاطعة إلفوف (بالإنجليزية: Ilfov County)‏ هي مقاطعة في رومانيا، تتبع رومانيا، بلغ عدد سكانها 135٬370 نسمة، في 1930، عاصمتها بوخارست، تبلغ مساحتها 1٬583 كيلومتر مربع.

## التقسيمات الإدارية
- Dragomirești-Vale [الإنجليزية]‏
- Ciorogârla [الإنجليزية]‏
- Balotești [الإنجليزية]‏
- Berceni, Ilfov [الإنجليزية]‏
- Moara Vlăsiei [الإنجليزية]‏
- Vidra, Ilfov [الإنجليزية]‏
- Brănești, Ilfov [الإنجليزية]‏
- Cernica [الإنجليزية]‏
- Corbeanca [الإنجليزية]‏
- Cornetu [الإنجليزية]‏
- Dascălu, Ilfov [الإنجليزية]‏
- 1 Decembrie [الإنجليزية]‏
- Domnești, Ilfov [الإنجليزية]‏
- Periș [الإنجليزية]‏
- Găneasa, Ilfov [الإنجليزية]‏
- Grădiștea, Ilfov [الإنجليزية]‏
- Gruiu [الإنجليزية]‏
- Nuci [الإنجليزية]‏
- Petrăchioaia [الإنجليزية]‏
- Tunari [الإنجليزية]‏
- Bragadiru [الإنجليزية]‏
- Snagov [الإنجليزية]‏
- بوفتيا
- Afumați, Ilfov [الإنجليزية]‏
- Chiajna [الإنجليزية]‏
- Chitila [الإنجليزية]‏
- Dobroești [الإنجليزية]‏
- Glina, Ilfov [الإنجليزية]‏
- Jilava [الإنجليزية]‏
- Măgurele [الإنجليزية]‏
- Mogoșoaia [الإنجليزية]‏
- Otopeni [الإنجليزية]‏
- Pantelimon, Ilfov [الإنجليزية]‏
- Popești-Leordeni [الإنجليزية]‏
- Voluntari [الإنجليزية]‏
- Copăceni, Ilfov [الإنجليزية]‏
- Clinceni [الإنجليزية]‏
- Ștefăneștii de Jos [الإنجليزية]‏
- Ciolpani [الإنجليزية]‏
- Dărăști-Ilfov [الإنجليزية]‏.